# Tịnh Hòa
Tịnh Hòa là một xã thuộc thành phố Quảng Ngãi, tỉnh Quảng Ngãi, Việt Nam. 
Xã Tịnh Hòa có diện tích 17,72 km², dân số năm 1999 là 12.383 người, mật độ dân số đạt 699 người/km².
Xã Tịnh Hòa bao gồm các thôn: Diêm Điền, Quang Mỹ, Trung Vĩnh, Hòa Thuận, Xuân An

## Lịch sử
Xã này từng là một phần của huyện Sơn Tịnh cho đến khi Thủ tướng Chính phủ Việt Nam ký Nghị quyết số 123/NQ-CP có nội dung sáp nhập Tịnh Hòa vào địa phận thành phố Quảng Ngãi.